# Cibolo
Cibolo est une ville située dans les comtés de Bexar et Guadalupe, dans l’État du Texas, aux États-Unis. Selon le recensement de 2010, sa population s’élève à 15 349 habitants.

## Source
- (en) Cet article est partiellement ou en totalité issu de l’article de Wikipédia en anglais intitulé « Cibolo, Texas » (voir la liste des auteurs).

1. ↑  « Population and Housing Unit Estimates » (consulté le 2 août 2019)
2. ↑  « Census of Population and Housing » [archive du 26 avril 2015], Census.gov (consulté le 4 juin 2015)